# بنجامين كونستانت
هنري-بنجامين كونستانت دي ريبكو (بالفرنسية: Benjamin Constant) يُكتب أيضًا بنيامين كونستانت (ولد 25 أكتوبر 1767 – توفي 8 ديسمبر 1830) كان ناشطًا سياسيًا سويسريًا فرنسيًا وكاتبًا في السياسية والدين، وهو مؤلف رواية السيرة الذاتية النفسية الجزئية أدولفه. كان ليبراليًا كلاسيكيًا متحمسًا في أوائل القرن التاسع عشر، وقد أثر على حركة ترينيو الليبرالية في إسبانيا، والحركة الليبرالية في البرتغال، وحرب الاستقلال اليونانية، وانتفاضة نوفمبر في بولندا، والثورة البلجيكية، والليبرالية في البرازيل والمكسيك.

## سيرته الذاتية
وُلد هنري بنجامين كونستانت في لوزان، وينحدر من أحفاد بروتستانت هوجوينوت الذين هربوا من أرتوس إلى سويسرا خلال حروب هوجوينوت في القرن السادس عشر. خدم والده، جوليو كونستانت دي ريبكو، كضابط رفيع المرتبة في جيش الولايات الهولندية، مثل جده وعمه وابن عمه جان فيكتور كونستانت دي ريبكو. حين توفيت والدة كونستانت بعد فترة من ولادته، اعتنت به جدته. تلقى تعليمه بواسطة معلمين خصوصيين في بروكسيل (1779) وفي هولندا (1780). حصل على تعيين في بلاط صوفي كارولين ماري، دوقة برونزويك وولفنبوتل أثناء دراسته في الجامعة البروتستانتية في إرلانجن (1783). وجب عليه المغادرة بعد انخراطه في علاقة غرامية مع فتاة، وانتقل إلى جامعة إدنبره. عاش هناك في منزل أندرو دونكان الأب وأصبح صديقًا لجيمس ماكنتوش ومالكوم لاينغ. حين غادر المدينة، وعد أن يسدد ديون القمار المترتبة عليه.
عاد في عام 1787 مسافرًا على ظهر حصانه عبر إنكلترا واسكتلندا. في تلك الأثناء، كانت طبقة النبلاء في أوروبا، مع صلاحياتها، تحت وطأة هجوم شديد من أولئك الذين تأثروا بخطاب روسو حول عدم المساواة. انتقدت عائلة كونستانت بنجامين حين أسقط جزءًا من اسمه الأخير. في باريس، وفي منزل جان بابتيست أنطوان سوارد، تعرف على إيزابيل دي تشاريري، وهي كاتبة هولندية تبلغ من العمر 46 عامًا، وقد ساعدت لاحقًا بنشر اعترافات روسو، والذي كان يعرف عمه ديفيد لويس كونستانت دي ريبكو معرفة وثيقة عن طريق المراسلة لمدة 15 عامًا. كتبا رواية رسائلية معًا حين كان يقيم في بيتها في كولومبير في سويسرا. تصرفت كأنها أم له، إلى الوقت الذي عُيّن في بلاط تشارلز ويليام فرديناند، دوق برونزويك-وولفتبوتل. غادر البلاط عندما بدأت حرف التحالف الأول عام 1792.
في برونزويك، تزوج ويليامينا فون كرام، لكنه طلقها عام 1793. في سبتمبر 1794، قابل آنا لويز جيرمان دي ستايل، التي نشأت على مبادئ روسو، وقد أصبح مهتمًا بها، بيد أنها كانت متزوجة. كان كلاهما معجبًا بجان لامبرت تالين وتاليراند. جعل تعاونهما الفكري بين عامي 1795 و1811 منهما واحدًا من أكثر الأزواج المثقفة شهرةً في ذلك الزمان.

### باريس
بعد عهد الإرهاب في فرنسا (1793-1794)، أصبح كونستانت مدافعًا عن نظام التشريع الثنائي وبرلمان بريطانيا العظمى. نتج عن هذا الفكر السياسي في فرنسا الثورية دستور السنة الثالثة ومجلس الخمسمئة ومجلس القدماء. في عام 1799، بعد انقلاب 18 برومير، عُيّن كونستانت من قِبل نابليون بونابرت في مجلس تريبونات، لكن في عام 1802، أجبره القنصل الأول على التراجع بسبب خطاباته وعلاقته مع مدام دي ستايل.
أصبح كونستانت على معرفة بجولي تالما، زوجة فرانسوا جوزيف تالما، الذي كتب له العديد من الرسائل عن قهر الرغبة الإنساني.
في عام 1800، فشلت مؤامرة شارع سانت نيكيز، وهي محاولة لاغتيال نابليون. في عام 1803، في وقت كانت فيه فرنسا وبريطانيا في حالة سلام، قال جان غابرييل بليتر، أثناء إقامته في إنكلترا، بضرورة قتل نابليون. دافع المحامي جيمس ماكنتوش عن اللاجئ الفرنسي ضد دعوى تشهير حُرّض عليها من قِبل نابليون، الذي أصبح لاحقًا القنصل الأول لفرنسا. نُشر خطاب ماكنتوش على نطاق واسع باللغة الإنكليزية وفي جميع أنحاء أوروبا أيضًا بترجمة فرنسية بوساطة مدام دي ستايل، التي أجبرت على مغادرة باريس.
أصبحت دي ستايل، الخائب أملها في العقلانية الفرنسية، مهتمة بمذهب الرومانسية الألماني. انتقل معها كونستانت برفقة طفليهما إلى فايمر. رحبت بهما آنا أماليا، دوقة برونزويك-وولفنبوتل في اليوم التالي لوصولهما. قابلا فريدريك فون شيلر في فايمر، ولكن يوهان فولفغانغ فون غوته تردد في البداية. في برلين، قابلا أوغست فليهلم شليغل. انفصل كونستانت عن دي ستايل وعاش عام 1806 في روان ومولان، حيث بدأ العمل على روايته أدولفه. في عام 1809، تزوج سرًا كارولين فون هادنبرغ، وهي امرأة تطلقت مرتين (كانت قريبة نوفاليس وكارل أوغست فون هايدنبرغ). انتقل إلى باريس عام 1814، حيث أصبح لويس الثامن عشر ملكًا هناك. وبصفته عضوًا في مجلس الدولة، دافع كونستانت عن الملكية الدستورية. أصبح صديقًا لمدام ريكامر وتخاصم مع جيرمان دي ستايل، التي طلبت منه سداد ديونه حين تزوجت ابنتهما ألبرتين فيكتور دي بروغل. هرب كونستانت من نابليون خلال حرب المئة يوم إلى فونديه، لكنه عاد حين دُعي عدة مرات إلى قصر التوليري في سبيل وضع تغييرات لميثاق 1815.
بعد معركة واترلو (18 يوليو 1815)، انتقل كونستانت إلى لندن، لكن ليس بصحبة مدام ريكامر، التي اتجهت جنوبًا، إنما مع زوجته. عاد إلى باريس عام 1817، واسقر في مجلس النواب، وهو المجلس التشريعي الأدنى لحكومة عصر إعادة الإحياء. أصبح أحد زعماء الكتلة البرلمانية، التي عُرف أعضاؤها باسم «المستقلين» ثم «الليبراليين»، كواحد من خطبائها فصيحي اللسان. أصبح معارضًا لتشارلز العاشر في فرنسا خلال عملية فترة إعادة الإحياء بين عامي 1815 و1930.
في عام 1830، أعطى الملك لويس فليب مبلغًا ضخمًا من المال لكونستانت ليسدد ديونه، وعينه في مجلس الدولة.

## فلسفته السياسية
باعتبار أنه من المفكرين الأوائل الذين أُطلق عليهم اسم «ليبراليين»، نظر كونستانت إلى بريطانيا بدلًا من روما القديمة للحصول على نموذج عملي للحرية في مجتمع تجاري كبير. وضع فوارق بين «حرية القدماء» و«حرية المعاصرين». كانت حرية القدماء حرية تشاركية جماعية أعطت المواطنين الحق في التأثير مباشرةً على السياسية من خلال المناقشات والتصويت في الجمعية العامة. من أجل دعم هذه المرتبة من المشاركة، كانت المواطنة التزامًا أخلاقيًا مرهقًا يتطلب استثمارًا معتبرًا للوقت والجهد. بشكل عام، تطلب هذا من المجتمع الفرعي من العبيد القيام بالكثير من الأعمال الإنتاجية، وترك المواطنين أحرارًا في مناقشة الشؤون العامة. تقتصر الحرية القديمة أيضًا على مجتمعات صغيرة ومتجانسة نسبيًا، حيث بالإمكان أن يتجمع الناس بشكل مريح في مكان واحدًا للتعامل مع الشؤون العامة.
على خلاف ذلك، تستند حرية المعاصرين على امتلاك الحريات المدنية، وسيادة القانون، والتحرر من تدخل الدولة المفرط. ستقتصر المشاركة المباشرة على: العواقب المحتمة لاتساع الدول الحديثة، وأيضًا على النتيجة التي لا مفر منها لخلق مجتمع تجاري خالِ من العبيد لكن يجب على الجميع أن يعمل فيه من أجل أن يكسبوا عيشهم. بدلًا من ذلك، سيختار المصوتون ممثلين ليتناقشوا في البرلمان نيابة عن الشعب لإعفاء المواطنين من ضرورة الانخراط اليومي في السياسة.

## رواياته
نشر كونستانت رواية واحدة فقط خلال حياته تحمل اسم «أدولفه» عام 1816، وهي قصة عن علاقة حب كارثية لشاب يافع غامض مع عشيقة تكبره سنًا. تروي أدولفه أفكار شاب يافع في حين يقع في حب إيلونير، وهي امرأة من غير المؤكد عفتها، وأفكاره حين يخرج من تلك العلاقة. يُعتقد أن علاقة الحب المبنية في النسخة النهائية من الرواية تستند إلى علاقة كونستانت مع آنا ليندسي، التي تصف العلاقة الغرامية في مراسلاتها التي نُشرت في مجلة «ريفيه ديه دو مونده» بين ديسمبر 1930 ويناير 1931. قُورنت روايته بكتاب رينيه لتشاوبراند أو كتاب كورينه لمدام دي ستايل.

## روابط خارجية
- بنجامين كونستانت على موقع الموسوعة البريطانية (الإنجليزية)
- بنجامين كونستانت على موقع إن إن دي بي (الإنجليزية)